# Angelo Di Rocco
Angelo Di Rocco (Mazzarino, 23 dicembre 1896 – 30 gennaio 1968) è stato un politico italiano.

## Biografia
A lungo è stato preside dell'istituto agrario di Caltanissetta, che oggi è denominato in suo onore "Istituto di istruzione superiore Senatore Angelo Di Rocco".
Ha fatto anche parte del comitato regionale di bonifica dell'assessorato regionale dell'agricoltura e delle foreste di Palermo.
Si è avvicinato alla Democrazia Cristiana nella sua veste di presidente provinciale della ACLI di Caltanissetta.
È stato senatore ininterrottamente dal 1948 al 1968.
Nel periodo 1953-1960 ha inoltre ricoperto l'incarico di Sottosegretario di Stato del Ministero dell'istruzione, dell'università e della ricerca nei governi De Gasperi VII, Pella, Fanfani II, Segni II e Tambroni.